# Jan Sztern
Jan Jakub Sztern (ur. 15 kwietnia 1922 w Zamościu, zm. 13 grudnia 2013 w Gdańsku) – polski poeta.

## Życiorys
Urodził się w Zamościu w żydowskiej rodzinie rzemieślniczej, jako syn Efroima Szterna i Estery z domu Kaufman. W latach 1929–1936 uczęszczał do Szkoły Powszechnej im. Ignacego Łukasiewicza w Zamościu. Po wybuchu II wojny światowej uciekł do Związku Radzieckiego, gdzie był górnikiem w Donbasie, magazynierem materiałów budowlanych w Stalino i następnie malarzem w fabryce mebli w Kineszmie. Po ataku III Rzeszy na ZSRR w 1941 zaciągnął się do Armii Czerwonej, w której służył do 1943. W latach 1944–1949 uczył się w Technikum Artystyczno-Dekoratorskim w Likino-Dulowie.
W 1945 zamieszkał w Leningradzie i ożenił się z Rosjanką. Dorywczo pracował m.in. jako malarz dekorator w teatrze, tokarz i majster na budowie. W latach 1970–1982 był kierownikiem działu karnetów w Państwowej Kapeli Akademickiej, gdzie był też członkiem Rady Artystycznej i zajmował się upowszechnianiem muzyki poważnej w środowisku studenckim miasta. W latach 1991–1993 należał do zespołu redakcyjnego gazety Towarzystwa „Polonia” w Sankt Petersburgu pt. Polonus. W 1994 powrócił do Polski i ponownie zamieszkał w Zamościu. Pod koniec życia mieszkał w Gdańsku, gdzie zmarł.

## Twórczość
Jan Sztern pisał wiersze, fraszki, epigramy, satyry, a także spisywał własne wspomnienia. Zadebiutował w 1980 wierszem w języku rosyjskim pt. Kolumby w gazecie Zvezda, wydawanej w Murmańsku. Pierwszy wiersz w języku polskim opublikował w dzienniku Wieczór Wybrzeża w 1987.
- 2008: Dialogi między żywym i zmarłą
- 1999: Wiersze o poetach
- 1997: Wspomnienia uchodźcy
- 1996: Wszelkie kłopoty z głupoty
- 1995: Skroś czasu źrenice
- 1987: Prodrogsii sad